# Amaxia apyga
Amaxia apyga là một loài bướm đêm thuộc phân họ Arctiinae, họ Erebidae.